# Cupa Mondială de Baschet Masculin din 2019 - Grupa K
Grupa K de la Cupa Mondială de Baschet Masculin din 2019 a fost o grupă din etapa a doua din cadrul Cupei Mondiale de Baschet Masculin din 2019 care și-a desfășurat meciurile la Shenzhen Bay Sports Centre, Shenzhen. Echipele din această grupă sunt cele care s-au clasat pe primele două locuri din grupele preliminare Grupa E și Grupa F. Echipele au jucat contra celorlalte două echipă din cealaltă grupă. După ce toate meciurile au fost jucate, primele două echipe din clasament s-au calificat în sferturile de finală, echipa de pe locul al treilea s-a clasat în zona locurilor 9-12, iar echipa de pe locul al patrulea s-a clasat în zona locurilor 13-16.

## Clasament
| Loc | Echipa        | MJ | V | Î | PM  | PP  | PD   | Pct | Calificare         |
| --- | ------------- | -- | - | - | --- | --- | ---- | --- | ------------------ |
| 1   | Statele Unite | 5  | 5 | 0 | 437 | 330 | +107 | 10  | Sferturi de finală |
| 2   | Cehia         | 5  | 3 | 2 | 417 | 395 | +22  | 8   | Sferturi de finală |
| 3   | Grecia        | 5  | 3 | 2 | 403 | 382 | +21  | 8   |                    |
| 4   | Brazilia      | 5  | 3 | 2 | 409 | 427 | −18  | 8   |                    |

1. 1 2 3  Cehia 1–1, +15, Grecia 1–1, +6, Brazilia 1–1, –21

## Meciuri

### Brazilia vs. Cehia
| 7 septembrie 2019 16:30 |

| Raport |

| Brazilia                                       | 71–93 | Cehia                                               |
| Scorul pe sferturi: 16–20, 16–25, 14–20, 25–28 |       |                                                     |
| Pt: Benite 12 Rec: Varejão 5 Pase: Huertas 6   |       | Pt: Satoranský 20 Rec: Balvín 11 Pase: Satoranský 9 |

### Statele Unite vs. Grecia
| 7 septembrie 2019 20:30 |

| Raport |

| Statele Unite                                 | 69–53 | Grecia                                                            |
| Scorul pe sferturi: 19–17, 19–8, 16–12, 15–16 |       |                                                                   |
| Pt: Walker 15 Rec: Brown 9 Pase: Walker 6     |       | Pt: G. Antetokounmpo 15 Rec: G. Antetokounmpo 13 Pase: Calathes 5 |

### Cehia vs. Grecia
| 9 septembrie 2019 16:30 |

| Raport |

| Cehia                                           | 77–84 | Grecia                                                   |
| Scorul pe sferturi: 12–18, 21–14, 16–25, 28–27  |       |                                                          |
| Pt: Bohačík 25 Rec: Balvín 9 Pase: Satoranský 9 |       | Pt: Calathes 27 Rec: G. Antetokounmpo 9 Pase: Calathes 6 |

### Statele Unite vs. Brazilia
| 9 septembrie 2019 20:30 |

| Raport |

| Statele Unite                                        | 89–73 | Brazilia                                     |
| Scorul pe sferturi: 21–18, 22–21, 24–17, 22–17       |       |                                              |
| Pt: Turner, Walker 16 Rec: Turner 8 Pase: Mitchell 7 |       | Pt: Benite 21 Rec: Varejao 8 Pase: Huertas 5 |